# موسى محمد سادا
موسى محمد سادا (بالإنجليزية: Musa Mohammed Sada)‏ هو مهندس معماري وسياسي نيجيري، ولد في 25 فبراير 1957 في نيجيريا.